# Sauveterre-Saint-Denis
 Sauveterre-Saint-Denis  là một xã thuộc tỉnh Lot-et-Garonne trong vùng Nouvelle-Aquitaine phía tây nam nước Pháp. Xã này nằm ở khu vực có độ cao trung bình 53 mét trên mực nước biển.